# Konix Multisystem
La Konix Multisystem est un projet de console de jeux vidéo annulé par KONIX, fabricant britannique de périphériques informatiques.

## Description
La Konix Multisystem, ou « projet Slipstream », voit le jour en 1988 en tant que conception périphérique avancée de KONIX destinée à s'appuyer sur le succès de la gamme de joysticks de l'entreprise. Le design ressemble à une manette de style tableau de bord et peut être configuré avec un volant, un joug de vol et des poignées de moto. 
Elle promettait des fonctionnalités avancées telles que le retour de force, jusque-là inédites dans le jeu à domicile. Cependant, il devient vite évident pour l'entreprise que le projet a le potentiel d'être bien plus qu'un périphérique. Konix se tourne alors vers sa société sœur Creative Devices Ltd, un développeur de matériel informatique, pour concevoir un ordinateur de jeu à placer à l'intérieur du contrôleur pour en faire une console autonome à part entière. C'est peu de temps après le début de ce développement que le fondateur et président de KONIX, Wyn Holloway, tombe sur un article de magazine décrivant le travail d'un groupe britannique de concepteurs de matériel informatique dont la dernière création recherche un financeur.  L'article en question, publié dans le numéro 10 du magazine ACE en juillet 1988, présente Flare Technology, un groupe de concepteurs de matériel informatique qui, s'étant séparé de Sinclair Research (créateurs des ordinateurs personnels ZX81 et ZX Spectrum), s'appuie sur leur travail sur le projet avorté Loki pour créer un système connu sous le nom de Flare One.
Le système prototype de Flare était basé sur le Z80 mais comportait quatre circuits intégrés personnalisés pour lui donner la puissance nécessaire pour rivaliser avec des concurrents tels que le Commodore Amiga et le Atari ST.  La machine de 1 Mo (128 ko de ROM, 128 ko de RAM vidéo, 768 ko de RAM système) promettait des graphismes de 256 couleurs à l'écran simultanément, pouvait gérer 3 millions de pixels par seconde, une sortie stéréo 8 canaux et possédait une puce blitter qui permettait un défilement matériel vertical et horizontal. Flare avait pour objectif de mettre sa machine sur le marché du jeu vidéo, évitant des fonctionnalités telles que l'affichage de texte à 80 colonnes au profit d'une gestion graphique plus rapide. Cela signifie qu'en dépit de son processeur 8 bits assez modeste, le système se compare bien aux machines 16 bits du marché à l'époque. Il peut également tracer des lignes 3 fois plus vite qu'un Amiga et même gérer les calculs de modèles 3D plus rapidement que l'Acorn Archimedes 32 bits. Malgré ces spécificités et en gardant à l'esprit leur marché cible, Flare cherche à vendre sa machine au détail pour environ 200 £, la moitié du prix de l'Amiga et la ST. 

## Développement
Holloway approche alors Flare et leur propose une fusion de leurs technologies respectives pour créer un nouveau type innovant de console de jeu avec le matériel informatique intégré au contrôleur principal et en juillet 1988, un partenariat est formé. KONIX voulait que la machine utilise un processeur 16 bits, le Z80 est donc retiré et remplacé par un processeur 8086. L'entreprise exige également que la palette de couleurs soit étendue à 4 096 couleurs, la même que celle de l'Amiga. Pour réduire les coûts de fabrication, les quatre puces personnalisées du Flare One sont intégrées dans une seule grande puce. Afin de réduire le coût des logiciels, il est décidé que les supports logiciels seront des disquettes 3,5 pouces plutôt que des cartouches ROM utilisées universellement par les consoles jusqu'à cette époque.
La console embryonnaire est révélée à la presse informatique lors d'un salon du jouet qui se tient au Earls Court Exhibition Centre en février 1989. Il offre des performances de pointe, une prise en charge MIDI et des périphériques révolutionnaires, notamment un pistolet léger avec action de recul et le Power Chair, un siège motorisé conçu pour reproduire à la maison ce que les jeux d'arcade « sit-in » tels qu'After Burner et Out Run permettent dans les salles d'arcades utilisant l'hydraulique. Une autre caractéristique innovante est la possibilité de relier deux MultiSystems ensemble pour permettre des jeux à deux joueurs.   
Plusieurs jeux en développement ont une version produite pour le Konix Multisystem, y compris Hammerfist de Vivid Image.

## Caractéristiques
- Processeur : processeur 8086 16 bits (fonctionnant à 6 MHz)[6] ;
- Co-processeur : processeur ASIC ;
- RAM : 128k RAM — Il sera mis à niveau par la suite vers 256k RAM après les plaintes des développeurs.

Une cartouche de RAM de 512k en option est envisagée pour augmenter la RAM totale de la machine à 768k.
- Graphismes :
  - Blitter personnalisé ;
  - Palette de 4 096 couleurs ;
  - Résolutions :
    - 256×200 (256 couleurs) ;
    - 512×200 (16 couleurs) ;
    - 256×200 (16 couleurs).
- Son :
  - DSP personnalisé basé sur RISC ;
  - Son stéréo ;
- Stockage : lecteur de disque personnalisé de 880 Ko 3,5 pouces ;
- Divers : emplacement d'extension de cartouche.

### Problèmes et limites
Malgré les spécificités impressionnantes sur papier, la conception souffre de certaines limites. Nick Speakman du développeur de logiciels Binary Designs souligne : « les puces personnalisées sont très puissantes, mais elles nécessitent beaucoup de talent en programmation pour en tirer quelque chose. La gestion de l'écran n'est [également] pas aussi rapide que prévu. » Brian Pollock, de l'éditeur de logiciels Logotron souligne lui les limitations causées par la pénurie de RAM, maintenue à un niveau bas pour conserver un prix abordable : « Ma seule préoccupation est la mémoire, ou son absence. Par exemple, dans le jeu que j'écris, j'utilise un son synthétisé FM à six canaux. Maintenant, cela prend beaucoup de mémoire. Je ne peux plus mettre d'échantillons utiles, et c'est triste. »
Le problème de mémoire est aussi signalé par le magazine Crash, qui souligne que le format de disquette signifie que les jeux doivent être chargés dans la RAM de la machine (initialement prévue pour être de 128k), ce qui oblige à son tour le système à accéder en permanence au lecteur de disque. KONIX a initialement l'intention de résoudre les problèmes de RAM par des cartouches de mise à niveau de RAM, à condition que le prix de la RAM baisse à l'avenir. Dans l'ensemble cependant, les programmeurs reçoivent le système de manière positive. Jeff Minter décrit le contrôleur lui-même comme « superbe » tandis que Chris Walsh d'Argonaut Games déclare que « les jeux basés sur Polygon comme Starglider 2 vont être faciles à programmer. »

## Jeux proposés
Des studios de jeux vidéo sont recrutés pour développer des jeux pour la console, notamment Llamasoft de Jeff Minter, Electronic Arts, Psygnosis, Ocean, Palace et US Gold, la société KONIX promet alors que 40 jeux seront disponibles d'ici Noël. Lucasfilm est proposé en tant que développeur avec la possibilité de publier sa propre version de marque de la machine aux États-Unis, mais rien n'a jamais été confirmé,. 
Les jeux étant en développement pour le système en 1988 sont : Attack of the Mutant Camels de Llamasoft, Last Ninja 2 de System 3, ainsi que Hammerfist de Vivid Image et Star Ray de Logotron.

## Avortement du projet
Les signes de difficulté dans la progression de la sortie de la console ne tardent pas à arriver. En mai, la date de sortie passe d'août à octobre. En octobre, une sortie au premier trimestre 1990 est envisagée. L'édition de décembre 1990 du magazine The Games Machine révèle l'ampleur du problème. Selon des sources de l'entreprise, Konix est sur le point de déposer le bilan. Les chèques ne sont plus acceptés en raison de l'endettement de l'entreprise, les employés ne sont plus payés et le développement de logiciels est interrompu depuis la mi-octobre.
En mars 1990, il est révélé que KONIX a vendu les droits de vente de sa gamme de joysticks au Royaume-Uni à Spectravision qui fabrique également la gamme de joysticks rivale QuickShot. L'automne 1990 est prévu pour être la nouvelle date de sortie. Finalement, en proie à des retards et malgré toute la couverture médiatique, le projet échoue finalement en raison des problèmes financiers de KONIX sans qu'un système complet ne soit jamais sorti.

## Postérité
Après l'abandon du projet, Flare Technology commence à travailler sur un autre projet, la Flare Two, qui est finalement acheté par Atari et, après un développement, forme la base de la console de jeu Atari Jaguar.
La technologie originale Flare One est achetée par le fabricant de machines de jeux d'arcade Bellfruit. Certaines particularités sont intégrées à l'émulateur MAME. La conception du Konix Multisystem est ensuite déposée indépendamment par une société chinoise appelée MSC (MultiSystem China) sous le nom de MSC Super MS-200E Multi-System. Un système repensé orienté autour d'un processeur 32 bits cadencé à 30 mégahertz avec prise en charge exclusive des CD est annoncé en 1993 en collaboration avec TXC,. Des séquences vidéo montrant plusieurs jeux en cours de développement pour le système, ainsi que des extraits des graphismes du jeu sont publiés sur la première de couverture du numéro 8 du magazine Retro Gamer.